# Liste der Baudenkmäler in Walsdorf (Oberfranken)
Auf dieser Seite sind die Baudenkmäler in der oberfränkischen Gemeinde Walsdorf zusammengestellt. Diese Tabelle ist eine Teilliste der Liste der Baudenkmäler in Bayern. Grundlage ist die Bayerische Denkmalliste, die auf Basis des Bayerischen Denkmalschutzgesetzes vom 1. Oktober 1973 erstmals erstellt wurde und seither durch das Bayerische Landesamt für Denkmalpflege geführt wird. Die folgenden Angaben ersetzen nicht die rechtsverbindliche Auskunft der Denkmalschutzbehörde.
 Liste gibt den Fortschreibungsstand vom 26. September 2024 wieder und enthält 21 Baudenkmäler.

## Baudenkmäler nach Gemeindeteilen

### Walsdorf
| Lage                                                         | Objekt                                                      | Beschreibung | Akten-Nr.     | Bild           |
| ------------------------------------------------------------ | ----------------------------------------------------------- | --- | ------------- | -------------- |
| Am Schloßgarten 3 (Standort)                                 | Wohnhaus, sogenanntes Kavaliershaus                         | eingeschossiger Mansardhalbwalmdachbau, Erdgeschoss massiv und verputzt, Giebel Fachwerk, um 1800                               | D-4-71-208-18 | weitere Bilder |
| Bamberger Straße 7 (Standort)                                | Wohnhaus                                                    | Zweigeschossiger, traufständiger Satteldachbau mit Ecklisenen und Gurtgesims, Erdgeschoss Putzquaderung, bezeichnet „1885“      | D-4-71-208-19 | weitere Bilder |
| Bamberger Straße 8 (Standort)                                | Freiherrlich von Crailsheimisches Forst- und Verwaltungsamt | Zweigeschossiger, traufständiger Walmdachbau, Fachwerk, bezeichnet „1714“                                                       | D-4-71-208-3  | weitere Bilder |
| Bamberger Straße 13 (Standort)                               | Gasthaus Drei Kronen                                        | Zweigeschossiger, traufständiger Satteldachbau, Fachwerk, bezeichnet „1707“                                                     | D-4-71-208-4  | weitere Bilder |
| Bamberger Straße 15 (Standort)                               | Bauernhaus                                                  | Eingeschossiger, giebelständiger Satteldachbau, Fachwerk, bezeichnet „1747“                                                     | D-4-71-208-5  | weitere Bilder |
| Bamberger Straße 21 (Standort)                               | Evangelische Pfarrkirche St. Laurentius                     | Saalbau, Sakristeianbau, Chorturm mit Zwiebelhaube zweite Hälfte 15. Jahrhundert, Langhaus mit Satteldach 1608; mit Ausstattung | D-4-71-208-1  | weitere Bilder |
| Bamberger Straße 21 (Standort)                               | Ehemaliges Schulhaus                                        | Zweigeschossiger Walmdachbau auf hohem Sockelgeschoss, Ecklisenen, Ende 18. Jahrhundert                                         | D-4-71-208-22 | weitere Bilder |
| Bamberger Straße 25 (Standort)                               | Bauernhaus                                                  | Zweigeschossiger Walmdachbau, massiv und verputzt, mit Eckpilastern und Fensterverdachungen; um 1820                            | D-4-71-208-6  | weitere Bilder |
| Bamberger Straße 25 (Standort)                               | Stadel                                                      | Fachwerk, Satteldach | D-4-71-208-6  | weitere Bilder |
| Brunnenweg 12 (Standort)                                     | Ehemalige Synagoge                                          | Eingeschossiger, traufständiger Satteldachbau mit Ecklisenen und hohen Rundbogenfenstern, 1862, nach 1938 verändert             | D-4-71-208-7  | weitere Bilder |
| Krämerstein, Nähe Hetzentännig (Standort)                    | Sandsteinstele, sogenannter Franzosenstein                  | Um 1800 | D-4-71-208-20 | weitere Bilder |
| Nähe Bamberger Straße (Standort)                             | Friedhofsmauer                                              | Gliederung durch Sandsteinpfosten, Tor mit seitlichen Voluten, neubarock, um 1908                                               | D-4-71-208-2  | weitere Bilder |
| Nähe Bamberger Straße (Standort)                             | Luitpoldsäule                                               | Sandstein, gebauchter, nach oben leicht verjüngter Schaft, bekrönender bayerischer Löwe, bezeichnet „1911“                      | D-4-71-208-11 | weitere Bilder |
| Nähe Steinsdorfer Straße, außerhalb der Ortschaft (Standort) | Jüdischer Friedhof                                          | Mit Grabsteinen des 18./19. Jahrhunderts, Hohlweg; Taharahaus, Fachwerk, Walmdach, 1742                                         | D-4-71-208-12 | weitere Bilder |
| Pfarrgasse 1 (Standort)                                      | Pfarrhaus                                                   | Zweigeschossiger, giebelständiger Walmdachbau, massiv und verputzt, 18./19. Jahrhundert                                         | D-4-71-208-8  | weitere Bilder |
| Steinsdorfer Straße 2 (Standort)                             | Bauernhaus                                                  | Zweigeschossiger Walmdachbau, Erdgeschoss massiv und verputzt, Obergeschoss Fachwerk, zweite Hälfte 17. Jahrhundert             | D-4-71-208-10 | weitere Bilder |

### Erlau
| Lage                       | Objekt         | Beschreibung | Akten-Nr.     | Bild |
| -------------------------- | -------------- | --- | ------------- | ---- |
| Lange Straße 25 (Standort) | Bauernhaus     | Zweigeschossiger, traufständiger Walmdachbau, Erdgeschoss massiv und verputzt, Obergeschoss Fachwerk, Mitte 18./Mitte 19. Jahrhundert | D-4-71-208-13 | BW   |
| Lange Straße 30 (Standort) | Kleinbauernhof | Wohnhaus, eingeschossiger, giebelständiger Satteldachbau, massiv und verputzt; Mitte 19. Jahrhundert                                  | D-4-71-208-14 | BW   |
| Lange Straße 30 (Standort) | Kleinbauernhof | Stadel, verputzt, Satteldach | D-4-71-208-14 | BW   |
| Lange Straße 30 (Standort) | Remise         | massiv und verputzt, Frackdach | D-4-71-208-14 | BW   |

### Feigendorf
| Lage                   | Objekt                   | Beschreibung | Akten-Nr.     | Bild           |
| ---------------------- | ------------------------ | --- | ------------- | -------------- |
| Wiesenweg 3 (Standort) | Bauernhof: Wohnhaus      | zweigeschossiger Halbwalmdachbau, massiv und verputzt, Obergeschoss von 1823 über Erdgeschoss des 18. Jahrhunderts | D-4-71-208-15 | weitere Bilder |
| Wiesenweg 3 (Standort) | Bauernhof: Stadel        | Sandstein, Halbwalmdach                                                                                            | D-4-71-208-15 | weitere Bilder |
| Wiesenweg 3 (Standort) | Bauernhof: Schweinestall | Fachwerk, Frackdach, 18. Jahrhundert                                                                               | D-4-71-208-15 | weitere Bilder |
| Wiesenweg 3 (Standort) | Bauernhof: Holzlege      | Fachwerk, Frackdach, 18. Jahrhundert                                                                               | D-4-71-208-15 | weitere Bilder |

### Kolmsdorf
| Lage                                  | Objekt                         | Beschreibung                                                                     | Akten-Nr.     | Bild           |
| ------------------------------------- | ------------------------------ | -------------------------------------------------------------------------------- | ------------- | -------------- |
| Kolmsdorfer Hauptstraße 10 (Standort) | Ehemalige Synagoge             | Stattlicher, zweigeschossiger, verputzter Mansardwalmdachbau, um 1800            | D-4-71-208-16 | weitere Bilder |
| Kolmsdorfer Hauptstraße 12 (Standort) | Fachwerkstadel                 | gleichzeitig, verputzt, Satteldach                                               | D-4-71-208-16 | weitere Bilder |
| Michelsberger Weg 2 a (Standort)      | Eingeschossiges Satteldachhaus | Verputzt, im Kern zweite Hälfte 18. Jahrhundert, verändert Mitte 19. Jahrhundert | D-4-71-208-17 | weitere Bilder |

### Zettelsdorf
| Lage                     | Objekt                               | Beschreibung | Akten-Nr.     | Bild           |
| ------------------------ | ------------------------------------ | --- | ------------- | -------------- |
| Zettelsdorf 7 (Standort) | Ehemalige Papiermühle: Mühlengebäude | zweigeschossiger Satteldachbau, Erdgeschoss massiv, Obergeschoss Fachwerk, verputzt, 1737 (dendro.dat.), Um- und Ausbau frühes 19. Jh.; Reste der historischen Mühlentechnik, um 1800 | D-4-71-208-21 | weitere Bilder |
| Zettelsdorf 7 (Standort) | Ehemaliger Mühlkanal                 | z. T. überwölbt, um 1735 | D-4-71-208-21 | BW             |
| Zettelsdorf 7 (Standort) | Austragshaus                         | eingeschossiger Satteldachbau, massiv und verputzt, um 1870 | D-4-71-208-21 | BW             |

## Abgegangene Baudenkmäler
In diesem Abschnitt sind Objekte aufgeführt, die früher einmal in der Denkmalliste eingetragen waren, jetzt aber nicht mehr existieren, z. B. weil sie abgebrochen wurden. Aktennummern in diesem Abschnitt sind ehemalige, jetzt nicht mehr gültige Aktennummern.

| Lage                                  | Objekt | Beschreibung                | Akten-Nr.     | Bild |
| ------------------------------------- | ------ | --------------------------- | ------------- | ---- |
| Kolmsdorfer Hauptstraße 12 (Standort) | Remise | Sandsteinquader, Satteldach | D-4-71-208-16 | BW   |